# Klaus von der Groeben
Klaus von der Groeben (* 7. Januar 1902 in Langheim, Ostpreußen; † 23. Januar 2002 in Kiel) war ein deutscher Verwaltungsjurist und Ministerialbeamter.

## Leben

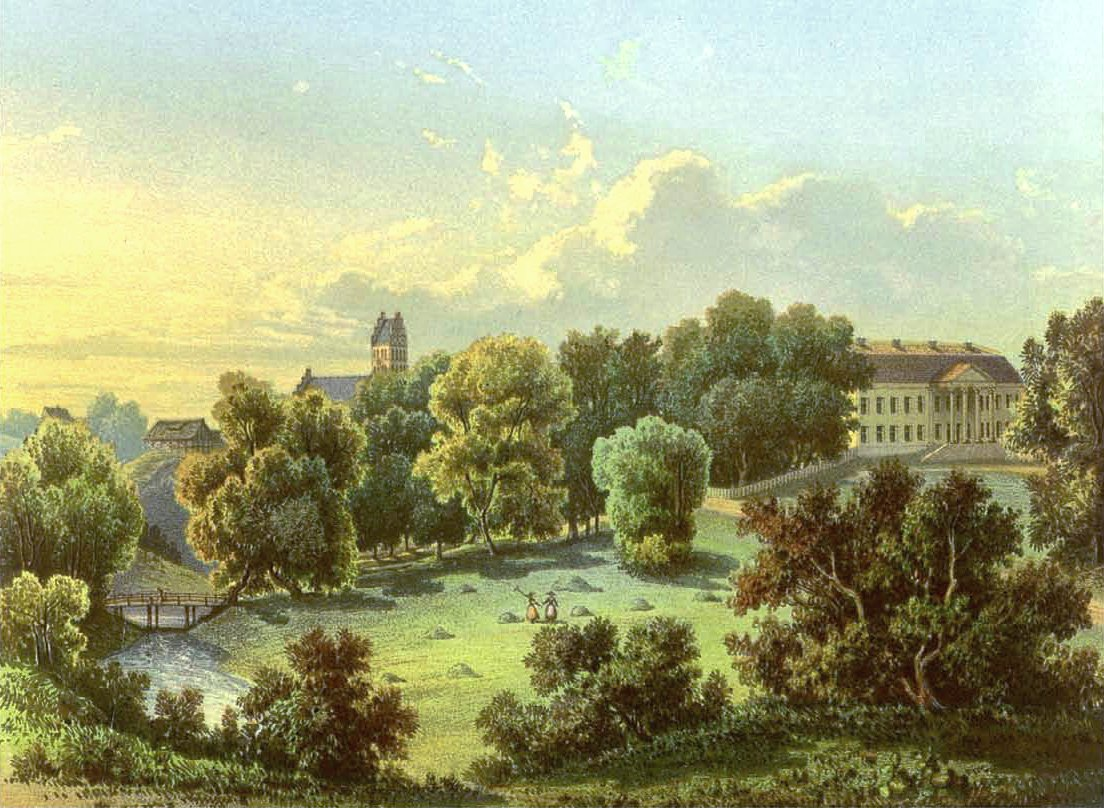
Schloss Langheim um 1860, Sammlung Alexander Duncker

Klaus von der Groeben stammte aus dem ursprünglich märkischen Adelsgeschlecht von der Groeben. Er war der Sohn des ostpreußischen Gutsbesitzers Georg von der Groeben und dessen Ehefrau Eva von Mirbach. Sein jüngerer Bruder Hans von der Groeben war ebenfalls Verwaltungsjurist und Ministerialbeamter.

### Ostpreußen
Groeben besuchte das Collegium Fridericianum in Königsberg i. Pr. Nach dem Abitur studierte er Rechts- und Staatswissenschaften an der Albertus-Universität Königsberg, an der Ludwig-Maximilians-Universität München und an der Ruprecht-Karls-Universität Heidelberg. 1922 wurde er Mitglied des Corps Saxo-Borussia Heidelberg. Nach dem juristischen Staatsexamen und der Referendarzeit wirkte er zwischen 1932 und 1933 als Referent beim Kommissar für Osthilfe in Königsberg. Zum 1. März 1932 trat er in die NSDAP ein (Mitgliedsnummer 1.061.367). 1933 bis 1936 war er im preußischen bzw. Reichsinnenministerium als Regierungsrat beschäftigt. 1936 wurde er Landrat des Kreises Königsberg. Von 1939 bis zum Ende des Zweiten Weltkrieges war er Landrat des neuen Landkreises Samland, den er im April 1945 als einer der Letzten verließ. Parallel dazu war er von Oktober 1939 bis April 1940 Landrat im annektierten Landkreis Praschnitz (Przasnysz), von Februar 1942 bis August 1942 Personalreferent in der Verwaltung des Reichskommissariats Ukraine in Rowno und von Frühjahr 1943 bis September 1944 in Vertretung Landrat des Kreises Labiau.

### Schleswig-Holstein
Am 5. Januar 1953 wurde er zum Geschäftsführer des Landkreistages von Schleswig-Holstein gewählt. 1956 erfolgte seine Berufung zum Landrat des Kreises Stormarn. Bereits 1957 wechselte er als Ministerialdirektor ins Innenministerium von Schleswig-Holstein, wo er später zum Staatssekretär befördert wurde. Groeben prägte das bundesweit „bahnbrechende“ Landesverwaltungsgesetz. Als begeisterter Seesegler engagierte er sich von 1950 bis 1958 im Vorstand des Lübecker Yacht-Clubs. Zum 31. Januar 1967 altersbedingt in den Ruhestand versetzt, betreute Groeben in der Nachfolge von Herbert Ziemer bis zum 1. März 1981 als örtlicher Bevollmächtigter der Lastenausgleichsbank und des Bundesministers des Innern die treuhänderische Vermögensverwaltung der mecklenburgischen Liegenschaften in den Gemeinden Ziethen und Bäk und der Domänen Römnitz und Mechow, die durch das Barber-Ljaschtschenko-Abkommen zum Kreis Herzogtum Lauenburg gekommen waren. Die Laudatio zur Ehrendoktorwürde hielt Edzard Schmidt-Jortzig. Groeben war Mitglied der CDU. Er starb kurz nach seinem 100. Geburtstag. Er war Mitbegründer und Mitherausgeber (1968–1985) der Zeitschrift Die Verwaltung.

## Familie
Am 19. Dezember 1953 heiratete Groeben Christiane Gerstein (* 19. Juni 1924 in Hagen), eine Tochter des Fabrikanten Maxilimian Gerstein und seiner Frau Carola geb. Kubier. Aus der Ehe gingen die Tochter Susanne Eva Marei (* 10. Februar 1955 in Kiel) und der Sohn Daniel Carl Georg Maximilian (* 18. August 1956 in Bad Oldesloe) hervor.

## Ehrungen
- Großes Verdienstkreuz mit Stern (1967)
- Kulturpreis der Landsmannschaft Ostpreußen (1991)
- Dr. iur. h. c. der Christian-Albrechts-Universität zu Kiel (1992)
- Ehrenmitglied der Historischen Kommission für ost- und westpreußische Landesforschung (1998)

## Schriften
- Das Ende in Ostpreußen. Der Ablauf der Geschehnisse im Samland 1944–1945.[7]
- Im Dienst für Staat und Gemeinschaft: Erinnerungen. 2. Auflage. Lorenz von Stein-Institut für Verwaltungswissenschaften an der Christian-Albrechts-Universität, Kiel 1996.[8]
- Verwaltung und Politik 1918–33 am Beispiel Ostpreußens. 2., erweiterte Auflage. Lorenz von Stein-Institut für Verwaltungswissenschaften an der Christian-Albrechts-Universität, Kiel 1988.
- Die öffentliche Verwaltung im Spannungsfeld der Politik, dargestellt am Beispiel Ostpreußen. Duncker & Humblot, Berlin 1979.
- Landräte in Ostpreußen. Grote, Köln / Berlin 1972.
- Disparitäten im ländlichen Raum. Deutscher Landkreistag, Bonn 1970.
- Die Erfüllung von allgemeinen und polizeilichen Aufgaben.
- Die Provinzen Ost- und Westpreußen 1818–1945.
- Persönlichkeiten der Deutschen Verwaltung 1648–1945.
- Das Mecklenburgische Liegenschaftsvermögen in den Gemeinden Ziethen, Mechow, Bäk und Römnitz. 1983.
- Das Land Ostpreußen. Selbsterhaltung, Selbstgestaltung, Selbstverwaltung 1750 bis 1945. Quellen zur Verwaltungsgeschichte, Nr. 7, Lorenz von Stein-Institut für Verwaltungswissenschaften an der Christian-Albrechts-Universität, Kiel 1993.
- Entstehung und Bedeutung des Schleswig-Holsteinischen Landesverwaltungsgesetzes für das rechtsstaatliche Verwaltungsrecht.
- Nikolaus Christoph v. Halem im Widerstand gegen das Dritte Reich. Böhlau, Wien / Köln 1990.
- mit Fried v. Batocki: Adolf von Batocki. Ein Lebensbild, Im Einsatz für Ostpreußen und das Reich. Raisdorf 1998.